# Ur-Hamlet

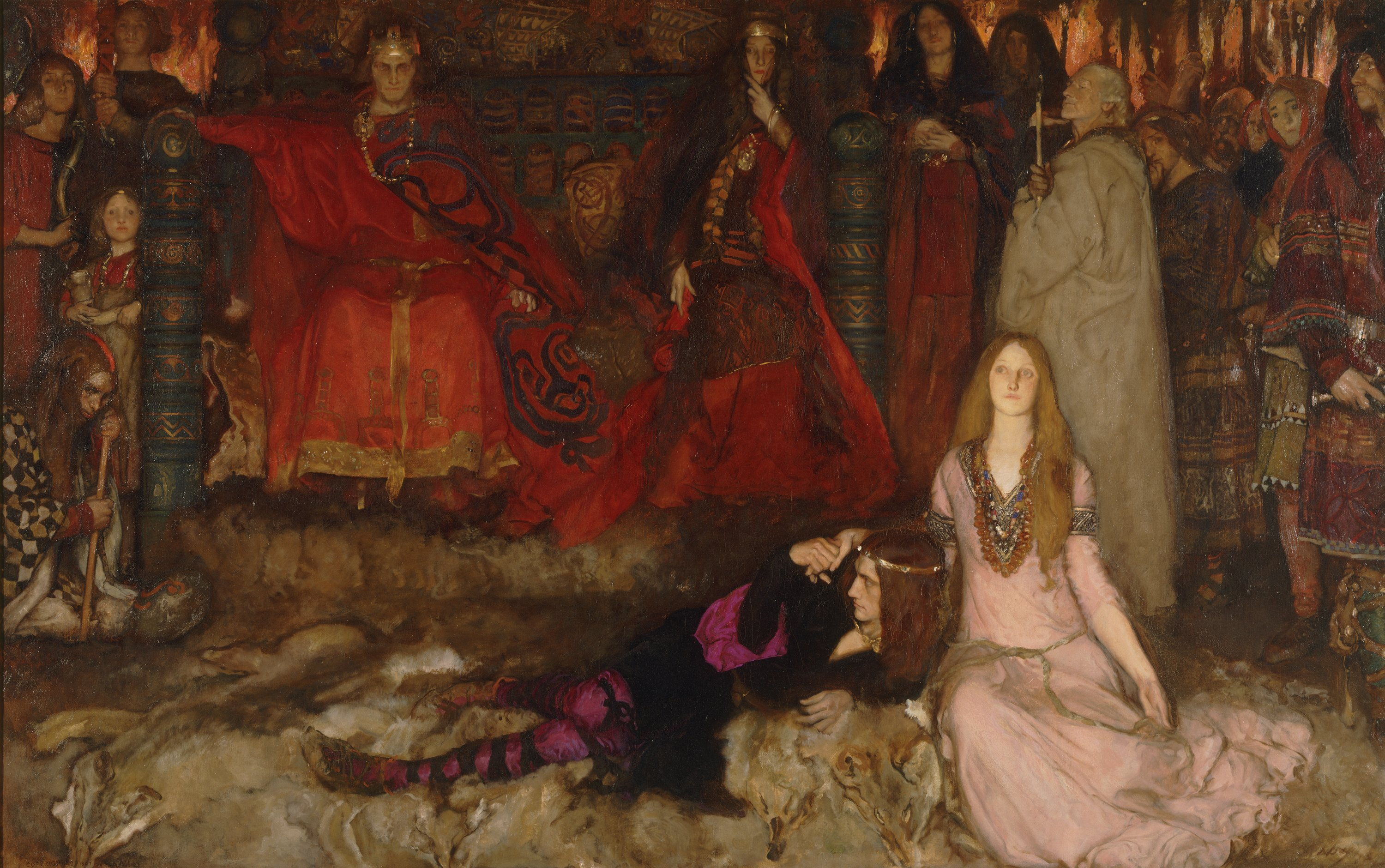
Sembla que l'escena dels actors també hi era a Ur-Hamlet

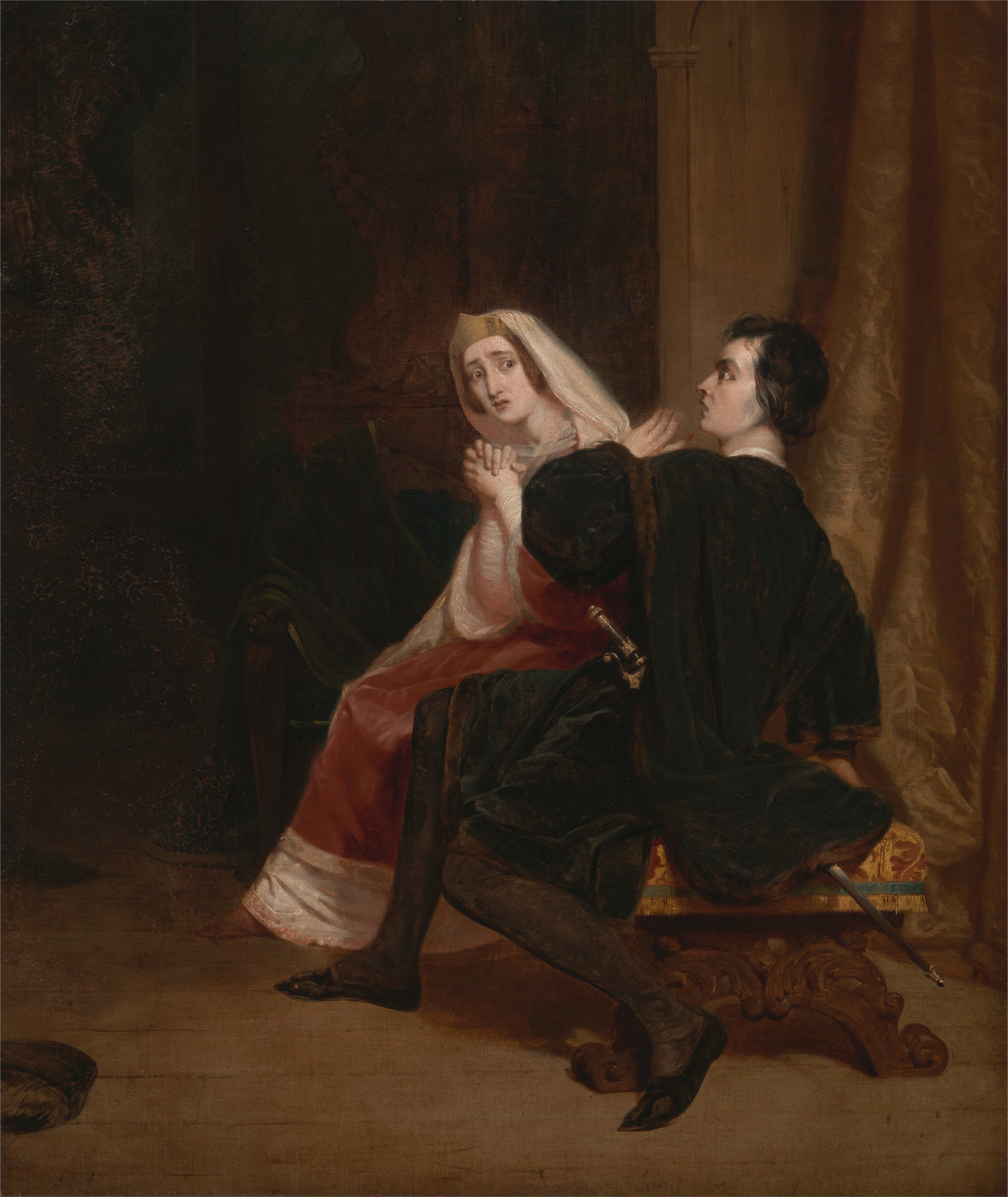
Hamlet amb la seva mare, en una escena molt possiblement d'Ur-Hamlet

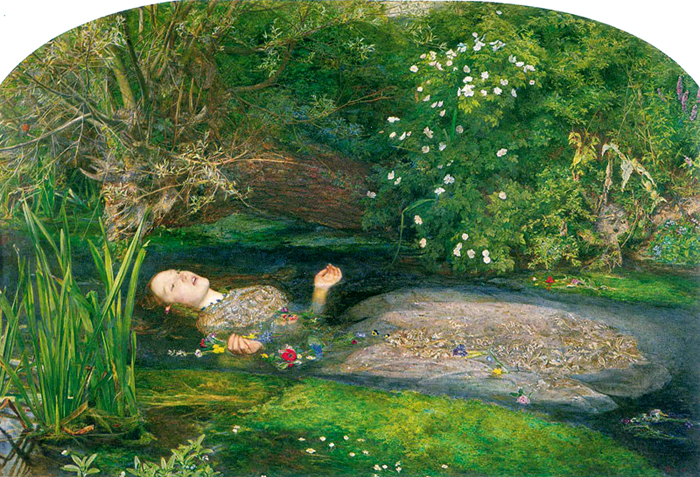
La mítica mort d'Ofèlia

Ur-Hamlet és una obra teatral de la qual no resta cap còpia i que alguns estudiosos consideren com una versió anterior al Hamlet (1601) de Shakespeare. De fet, ells són els qui la nomenen així, amb el prefix alemany "Ur", que significa "primerenc". Altres noms amb què és coneguda són Pre-Hamlet i El Hamlet primigeni. La primera referència escrita que es coneix d'ella és a la introducció del recull de romanços Menaphon (1589) de Robert Greene, on Thomas Nashe, col·laborador de Christopher Marlowe, la menciona. Actualment, els crítics l'atribueixen possiblement a Thomas Kyd o a un bon imitador d'ell.
Es considera que entre les fonts del text Ur-Hamlet podien estar els llibres III i IV de la Crònica Dànica (segle XII) de Saxe, el Gramàtic. No directament, sinó la traducció del danès al francès d'alguns relats que va fer François de Belleforest a Històries daneses (1570), ja que la traducció a l'anglès no va publicar-se fins a l'any 1608. Sembla gairebé segur que l'autor, imitant The Spanish Tragedy, ja incorporés a Ur-Hamlet el fantasma, l'incident amb la trampa de ratolins i la bogeria i mort d'Ofèlia. Apareix també la mare de Hamlet, però sembla que en aquesta versió l'ajuda activament a la seva venjança. És força probable que hi hagués també, pel que s'ha pogut reconstruir, la majoria d'elements presents al Hamlet de Shakespeare.
La primera referència que avui se'n conserva és la de Nashe en 1581. En 1594 apareix al diari de l'empresari teatral Philip Henslowe una menció a una presentació escènica de Hamlet i en 1596 el físic i dramaturg Thomas Lodge va escriure que the ghost which cried so miserably at the theatre, like an oyster-wife, "Hamlet, revenge!" i que Hamlet li respon, però podria haver-se confós amb The Spanish Tragedy de Kyd. Se sol atribuir a Thomas Kyd perquè és semblant a la seva obra The Spanish Tragedy i perquè Nashe el menciona a la seva referència a la introducció del Menaphon.